# Kerimasite
La kerimasite, chiamata anche (prima del 2010) kimmeyite, kimzeyite-Fe o ferrikimzeyite (simbolo IMA: Kms), è un minerale e un raro silicato del supergruppo del granato e del gruppo della schorlomite con la composizione chimica idealizzata Ca3Zr2(SiFe3+2)O12.

## Etimologia e storia
Dagli anni '60, i granati ricchi di zirconio sono stati descritti in tutto il mondo con il nome di kimzeyite, anche se solo in poche località. La maggior parte di queste kimzeyiti conteneva più ferro che alluminio, ma è stato solo nel 2010 che Zaitsev e collaboratori hanno descritto la kerimasite (contenente Fe3+) come un nuovo minerale e l'hanno riconosciuta dall'Associazione Mineralogica Internazionale (IMA). Prende il nome dal luogo in cui è stata trovata, nel distretto di Ngorongoro, nella regione di Arusha in Tanzania.
Nel corso di studi sistematici sul comportamento di mescolamento dei granati del gruppo della schorlomite, la kerimasite fu sintetizzata nel 1967 da Ito e Frondel e nel 1993 da Yamakawa e i suoi colleghi.
Ancora in corso lo studio di kerimasite, elbrusite e altri granati contenenti afnio e zirconio per quanto riguarda la loro idoneità per lo smaltimento finale di scorie radioattive ad alta attività provenienti da centrali nucleari.

## Classificazione
Secondo l'attuale classificazione dell'Associazione Mineralogica Internazionale (IMA), la kerimasite appartiene al supergruppo del granato, dove forma il gruppo della schorlomite con 10 cariche positive nella posizione coordinata del reticolo tetraedrico insieme a irinarassite, hutcheonite, schorlomite, kimzeyite e toturite.
La 9ª edizione della sistematica minerale di Strunz, valida dal 2001 e utilizzata dall'IMA, non elenca la kerimasite. Qui sarebbe elencata nella classe dei "Nesosilicati". Questa viene ulteriormente suddivisa in base all'eventuale presenza di altri anioni e alla coordinazione dei cationi coinvolti, in modo che il minerale sia classificato in base alla sua composizione nella suddivisione "Nesosilicati senza anioni aggiuntivi; cationi in coordinazione [6] e/o maggiore" dove, insieme ad almandino, andradite, calderite, goldmanite, grossularia, henritermierite, holtstamite, katoite, kimzeyite, knorringite, majorite, morimotoite, piropo, schorlomite, spessartina e uvarovite formsa il "gruppo del granato" con il sistema nº 9.AD.25. Di questo gruppo facevano parte anche i composti granati blythite, hibschite, idroandradite e skiagite, che non sono più considerati minerali. La wadalite, a quel tempo ancora raggruppata tra i granati, si è dimostrata strutturalmente diversa ed è ora assegnata a un gruppo separato con la clormayenite e la fluormayenite. D'altra parte, i granati irinarassite, hutcheonite, toturite, menzerite-(Y) ed eringaite, che sono state descritte dopo il 2001, sarebbero state smistate nel gruppo del granato.
Anche la classificazione dei minerali di Dana, che viene utilizzata principalmente nel mondo anglosassone, classificherebbe la kerimasite nella divisione dei "minerali nesosilicati". Qui sarebbe insieme a schorlomite, kimzeyite e morimotoite nel "gruppo del granato (serie della schorlomite-kimzeyite)" con il sistema nº 51.04.03c all'interno della suddivisione "Nesoilicati: gruppi SiO4 solo con cationi in coordinazione [6] e/o maggiore".

## Chimica
La kerimasite è lo zirconio-analogo della schorlomite e forma cristalli misti complessi principalmente con kimzeyite, schorlomite e andradite. La composizione misurata dalla località tipo è:
{\displaystyle \mathrm {^{[X]}(Ca_{3.00}Mn_{0.01}Ce_{0.01}Nd_{0.01})^{[Y]}(Zr_{1.72}^{4+}Nb_{0.14}^{5+}Ti_{0.08}^{4+}Mg_{0.02}^{2+})\,^{[Z]}(Fe_{1.23}^{3+}Si_{0.86}Al_{0.82})} }
Il contenuto di alluminio in posizione {\displaystyle {\ce {Z}}} è dovuto alla formazione di cristalli misti con kimzeyite {\displaystyle \mathrm {(\,^{[X]}Ca_{3}\,^{[Y]}Zr_{2}^{4+}\,^{[Z]}(Al_{2}^{3+}Si)O_{12})} }, corrispondente alla seguente reazione di scambio:
{\displaystyle \mathrm {^{[Z]}Al^{3+}=^{[Z]}Fe^{3+}} }
A temperature superiori a 700 °C, si ha una miscelazione completa di kimzeyite sintetica e kerimasite. A temperature più basse, la miscibilità di questi componenti è limitata e si formano due granati coesistenti, uno ricco di kimzeyite e uno ricco di kerimasite. Questa segregazione è stata osservata anche nelle kerimasiti naturali della località tipo.
Il contenuto di titanio in posizione {\displaystyle {\ce {Y}}} può essere ottenuto come miscela di schorlomite {\displaystyle \mathrm {^{[X]}Ca_{3}\,^{[Y]}Ti_{2}^{4+}\,^{[Z]}(Fe_{2}^{3+}Si)O_{12}} } secondo la reazione di scambio
{\displaystyle \mathrm {^{[Y]}Zr^{4+}+\,^{[Z]}Al^{3+}=\,^{[Y]}Ti^{4+}+\,^{[Z]}Fe^{3+}} }
Inoltre, la kerimasite forma cristalli misti con andradite {\displaystyle \mathrm {^{[X]}Ca_{3}\,^{[Y]}Fe_{2}^{3+}\,^{[Z]}Si_{3}O_{12}} } secondo la reazione di scambio:
{\displaystyle \mathrm {^{[Y]}Zr^{4+}+\,^{[Z]}Al^{3+}=\,^{[Y]}Fe^{3+}+\,^{[Z]}Si^{4+}} }
e con un ipotetico niobio-analogo Nb5+ dell'usturite {\displaystyle \mathrm {^{[X]}Ca_{3}\,^{[Y]}(Nb^{5+}Zr^{4+})\,^{[Z]}Fe_{3}^{3+}O_{12}} } corrispondente alla reazione di scambio:
{\displaystyle \mathrm {^{[Y]}Zr^{4+}+\,^{[Z]}Si^{4+}=\,^{[Y]}Nb^{5+}+\,^{[Z]}Fe^{3+}} }
La kerimasite può contenere fino al 24% di triossido di uranio (UO3) in peso. Le composizioni delle kerimasiti naturali contenenti uranio seguono un andamento lineare corrispondente a una formazione cristallina mista di kerimasite con un analogo U5+ dell'usturite {\displaystyle \mathrm {(^{[X]}Ca_{3}\,^{[Y]}(U^{5+}Zr^{4+})\,^{[Z]}Fe_{3}^{3+}O_{12})} }. Per i granati naturali studiati finora, tuttavia, si presume che l'uranio sia incorporato come U6+ attraverso la combinazione di due reazioni di scambio:
1) installazione di un componente yafsoanite U6+-Fe2+ di conseguenza
{\displaystyle \mathrm {^{[Y]}Zr^{4+}+2\,^{[Z]}Fe^{3+}=\,^{[Y]}U^{6+}+2\,^{[Z]}Fe^{2+}} }
2) formazione di cristalli misti con elbrusite {\displaystyle \mathrm {(^{[X]}Ca_{3}\,^{[Y]}(U_{0.5}^{6+}R_{1.5}^{4+})\,^{[Z]}Fe_{3}^{3+}O_{12})} }:
{\displaystyle \mathrm {0,5\,^{[Y]}Zr^{4+}+\,^{[Z]}Si^{4+}=0,5\,^{[Y]}U^{6+}+\,^{[Z]}Fe^{3+}} }
Le indagini sui granati contenenti uranio sintetico hanno mostrato che l'incorporazione dell'uranio nella kerimasite avviene fino alla composizione dell'elbrusite come U6+. A contenuti di uranio superiori a 0,5 apfu (atom per formula unit - atomo per unità di formula), l'uranio è incorporato come analogo U5+ dell'usturite secondo la reazione di scambio:
{\displaystyle \mathrm {^{[Y]}Zr^{4+}+\,^{[Z]}Si^{4+}=\,^{[Y]}U^{5+}+\,^{[Z]}Fe^{3+}} }

## Abito cristallino
La kerimasite cristallizza nel sistema cubico nel gruppo spaziale Ia3d (gruppo nº 230) con 8 unità di formula per cella unitaria. L'elemento finale sintetico ha costante di reticolo a = 12.598 Å, il cristallo misto naturale della località tipo a = 12,549 Å.
La struttura è quella del granato. Il calcio (Ca2+) occupa la posizione {\displaystyle {\ce {X}}} dodecaedrica circondata da 8 ioni ossigeno, lo zirconio (Zr4+) occupa la posizione {\displaystyle {\ce {Y}}} ottaedrica circondata da 6 ioni ossigeno e la posizione {\displaystyle {\ce {Z}}} tetraedrica circondata da 4 ioni ossigeno è occupata da ferro (Fe3+) e silicio (Si4+).

## Origine e giacitura
A parte la sua località tipo, le carbonatiti del vulcano Kerimasi nel distretto di Ngorongoro, nella regione di Arusha in Tanzania, la kerimasite è stata descritta solo in altri sette siti. Molti dei granati descritti come kimzeyite prima del 2010 sono anche kerimasite, comprese le occorrenze nelle carbonatiti, nelle magmatiti basiche e ultrabasiche e negli skarn. La kerimasite si forma a bassa pressione e ad alte temperature, principalmente in magmatiti e carbonatiti ultrabasiche. I granati ricchi di kerimasite sono stati trovati anche negli skarn metamorfici di contatto.

### Carbonatiti
La località tipo di Kerimasite è una carbonatite del vulcano Kerimasi nel distretto di Ngorongoro, nella regione di Arusha in Tanzania. I minerali di accompagnamento sono la magnesioferrite e la baddeleyite.
Nella polinocarbonatite vicino a Terni, in Umbria (Italia), la kerimasite, allora ancora chiamata kimzeyite, si presenta sotto forma di cristalli tondeggianti di 10-25 μm in calcite a grana fine insieme a flogopite, perovskite, monticellite e ossidi di Fe-Ti.

### Rocce ignee basiche
Le aree ricche di carbonato dei lamprofiri delle Marathon Dikes vicino a McKellar Harbour (Ontario, Canada) trasportano melaniti ricche di kerimasite insieme a olivina, flogopite, andradite, calcite, perovskite, apatite e spinello, che sono stati poi indicati come kimzeyite. Con poche eccezioni, le analisi pubblicate rientrano nell'intervallo di composizione della kerimasite.

### Skarn
Nello skarn di calcio-magnesio al contatto di una granodiorite con le Dolomiti Triassiche nei monti di Štiavnica, in Slovacchia, la kerimasite si trova insieme all'andradite, alla monticellite, alla clintonite, alla magnetite, alla perovskite e alla brucite.

### Altro
In un'espulsione da un flusso piroclastico nei pressi di Anguillara Sabazia sul lago di Bracciano in Italia, la kerimasite, allora ancora indicata come kimzeyite, si presenta insieme a gehlenite, hercynite e pirite.

## Forma in cui si presenta in natura
I cristalli marrone scuro sono raramente più grandi di 0,1 mm e mostrano superfici di forma icositetraedrico trapezoidale.